# Isabel Burton

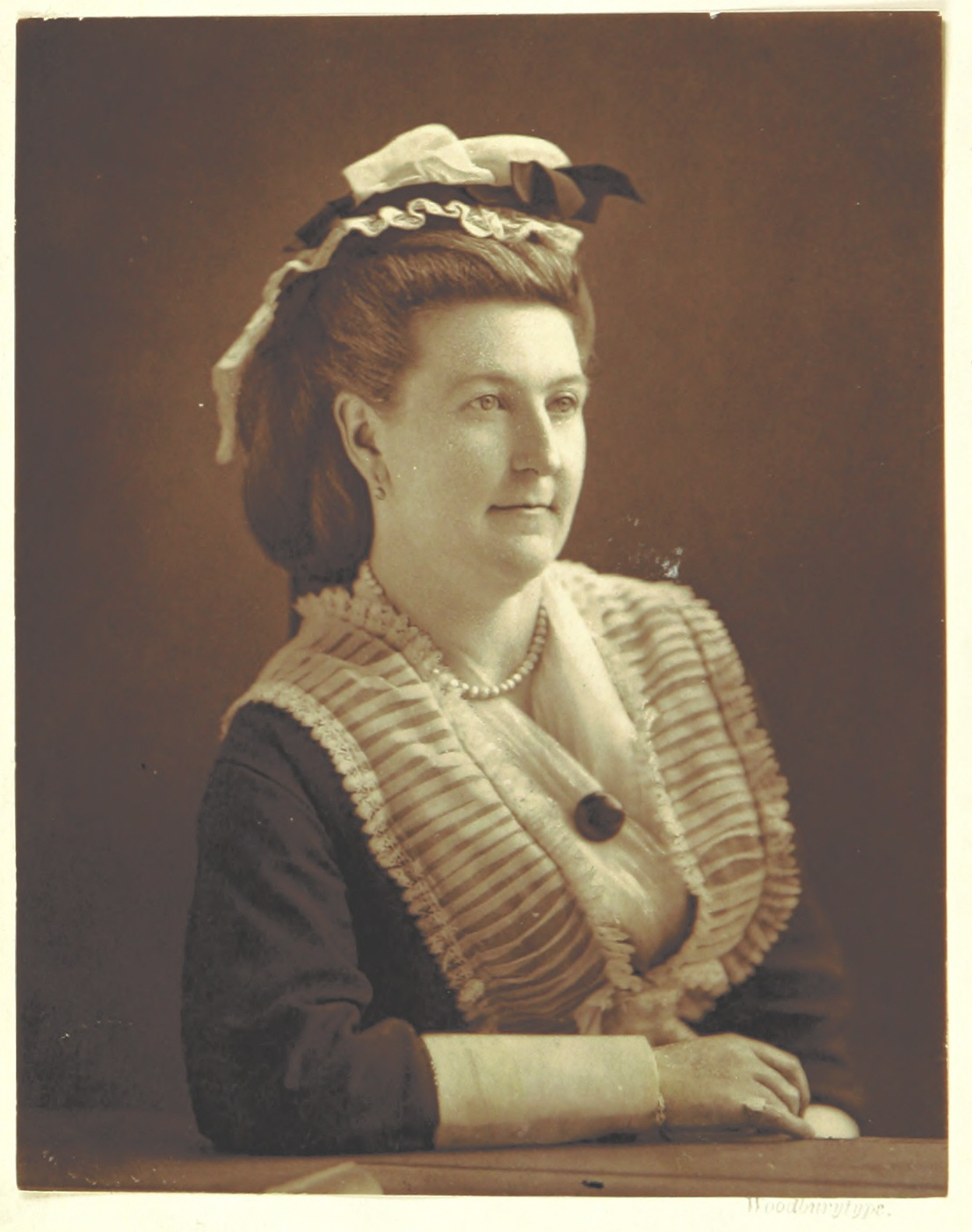
Isabel Burton

Isabel Burton geborene Arundell (of Wardour) (* 20. März 1831 in London; † 21. März 1896 ebenda) war eine britische Reiseschriftstellerin.

## Leben
Isabel Burton stammte aus einem sehr konservativen Haus der oberen Gesellschaft, träumte jedoch schon als junge Frau von Reisen und Abenteuern. 1861 heiratete sie gegen den Willen ihrer Eltern den Orientalisten und Forschungsreisenden Richard Francis Burton. Burton war ein unsteter Mann, der es vorzog, auf Reisen zu gehen, anstatt Geld für seine Familie zu verdienen. Mithilfe ihrer guten Kontakte vermittelte Isabel Burton ihm immer wieder Anstellungen an britischen Konsulaten und übernahm anschließend heimlich, um ihrem Mann das Reisen zu ermöglichen, dessen Aufgaben. Sie redigierte seine Bücher und Texte und sorgte für deren Publikation.
Neben ihrer Rolle als aufopfernde viktorianische Ehefrau reiste Isabel Burton auch autonom und gemeinsam mit ihrem Mann. Unter anderem erkundete sie den brasilianischen Amazonas, Arabien und Indien. Von 1869 bis 1871 lebte sie mit ihrem Mann in Damaskus, von wo aus sie oft wochenlang und in arabischer Männerkleidung in die Wüste ausritt.
Ihre Reisen und Erlebnisse hielt sie in ihren Büchern und Schriften fest. Als ihr Hauptwerk gilt die Biographie ihres Mannes (The Life of Captain Sir Richard F. Burton). Ihre Autobiographie wurde durch William Henry Wilkins vollendet und unter dem Titel The Romance of Isabel Lady Burton 1897 veröffentlicht.
Isabel Burton starb 1896 nach langer Krankheit.

## Werke
- 1875 – The Inner Life of Syria, Palestine and the Holy Land. Henry S. King & Co., London. 2 Bände. (Digitalisate: Band 1, Band 2)
- 1879 – Arabia, Egypt, India. William Mullan and Son, London et al. (Digitalisat: )
- 1897 – The Romance of Isabel Lady Burton. The Story of her Life. Dodd Mead and Company, New York. 2. Bände. (Digitalisate: Band 1, Band 2)
- 1898 – The Life of Captain Sir Richard F. Burton. Chapman & Hall, London. 2 Bände. (Digitalisate: Band 1, Band 2)
- 1900 – The Passion-Play at Ober-Ammergau. Hutchinson and Co., London. (Digitalisat: )